# Gafisa
A Gafisa é uma construtora e incorporadora brasileira.

## História
A Gafisa foi fundada em 1954 no Rio de Janeiro, sob o nome Gomes de Almeida Fernandes. Em 1962, a incorporadora e construtora chega a São Paulo. 
Ao final da década de 1980, tornou-se a Gafisa Imobiliária e, em 1997, a partir de uma associação com a GP Investimentos, passou a se chamar Gafisa. Em 2006, recebeu um importante acionista: a Equity International Properties (EIP), companhia norte-americana líder em investimentos no setor imobiliário na América Latina e que pertence ao Equity Group Investments, comandado por Sam Zell.
Referência em pioneirismo no setor, desenvolveu o conceito residence service, apartamentos com plantas flexíveis, bairros planejados e condomínios-clubes. Desde 2006, a Gafisa está listada na BOVESPA e, no ano seguinte, foi a primeira incorporadora brasileira a negociar ações na NYSE, em Nova Iorque. Inovou nacionalmente ao construir o primeiro empreendimento Green Building com certificação Platinum, o Eldorado Business Tower. Atenta aos seus consumidores e clientes, a empresa lançou o primeiro empreendimento colaborativo com a concepção criada a partir de interações com os consumidores no Facebook, o Follow the Eureka Building, que recebeu diversos prêmios.
Em 2008, a companhia adquiriu a mineira Tenda.
Em 2014, a Gafisa foi reconhecida como uma das empresas mais admiradas pela CartaCapital.
Em junho de 2016, o Ministério Público do Maranhão condenou Gafisa e Tenda ao pagamento de R$ 10 milhões como indenização por danos ambientais causados pela construção dos condomínios Grand Park I, II e III, localizados na avenida dos Holandeses, em São Luís. O valor deve ser destinado para o Fundo Estadual de Proteção dos Direitos Difusos. Em dezembro de 2016, fez uma cisão com a Tenda.